# Aru (Kuusalu)
Aru is een plaats in de Estlandse gemeente Kuusalu, provincie Harjumaa. De plaats heeft de status van dorp (Estisch: küla).

## Bevolking
Het dorp had 28 inwoners op 31 december 2011 en ook 28 inwoners op 31 december 2021.

## Geboren in Aru
- Veljo Tormis (1930-2017), componist